# Луговська сільська рада (Цілинний район)
Луговська́ сільська рада (рос. Луговской сельский совет) — сільське поселення у складі Цілинного району Курганської області Росії.
Адміністративний центр — село Михалево.
Населення сільського поселення становить 728 осіб (2017; 891 у 2010, 1493 у 2002).

## Склад
До складу сільського поселення входять:
| Населений пункт        | Населення, осіб (2002) | Населення, осіб (2010) |
| ---------------------- | ---------------------- | ---------------------- |
| Лугове, село           | 229                    | 131                    |
| Михалево, село         | 852                    | 550                    |
| Полинний Лог, присілок | 197                    | 96                     |
| Чалкіно, присілок      | 215                    | 114                    |